# The Female of the Species
The Female of the Species é um filme mudo norte-americano de 1912, do gênero drama, dirigido por D. W. Griffith e distribuído pela General Film Company.